# 파티흐 아킨
파티흐 아킨(Fatih Akin, 1973년 8월 25일 ~ )은 독일의 영화 감독, 영화 각본가, 영화 제작자이다. 터키 혈통을 갖고 있다.

## 대표 작품
- 짧고 고통없이 (1998)
- 미치고 싶을 때 (2004)
- 천국의 가장자리 (2007)
- 소울 키친 (2009)
- 심판 (2017)
- 골든글러브 (2019)
- 암룸 (2025)

## 수상
- 1998년: 바바리안 영화제 신인감독상
- 2004년: 베를린 영화제 황금곰상, 유럽 영화상 작품상
- 2007년: 칸 영화제 각본상, 안탈리아 영화제 감독상, 바바리안 영화제 감독상